# Byzantium
Pour les articles homonymes, voir Byzantium (homonymie).
Byzantium est le third album studio du groupe Deep Blue Something. Il est sorti le 13 novembre 1998 sur le label Interscope Records.

## Liste des chansons
| 1.    | Daybreak and a Candle End | 4:42 |
| 2.    | So Precious               | 3:04 |
| 3.    | She Is                    | 3:26 |
| 4.    | Cherry Lime Rickey        | 6:26 |
| 5.    | Byzantium                 | 4:07 |
| 6.    | Everything                | 3:32 |
| 7.    | Enough To Get By          | 5:10 |
| 8.    | Hell In Itself            | 4:08 |
| 9.    | Dr. Crippen               | 4:00 |
| 10.   | Tonight                   | 3:43 |
| 11.   | William H. Bonney         | 4:43 |
| 12.   | Pullman, Washington       | 3:51 |
| 13.   | Light the Fuse            | 3:41 |
| 14.   | Parkbench                 | 5:00 |
| 15.   | Becoming Light            | 4:46 |
| 64:26 |                           |      |